# Molnár Tibor (ejtőernyős)
Molnár Tibor (1937 –) magyar ejtőernyős sportoló, hivatásos katona.

## Életpálya
A Magyar Néphadsereg ejtőernyős alakulatánál testnevelő tisztként teljesített szolgálatot.

## Sportegyesületei
Szolnoki Honvéd Ejtőernyős Sportegyesület

## Sporteredmények

### Éjszakai rekord
A Balatonkiliti repülőtéren 1962 tavaszán egy Li–2-es repülőgépből éjszakai rekord kísérleti ejtőernyős ugrást hajtottak végre a légierő legjobb ejtőernyősei. A hét rekorder, H. Nagy Imre, Valkó Gyula, Magyar Miklós, Tóth Jenő, Juhász József, Gajdán Miklós és Gyürki Imre a hadsereg ejtőernyős csapatának tagjai és a három célugró: Kovács Sándor, Hüse Károly és Molnár Tibor. Az első célugró Molnár  2000 méteren, a másik kettő 4000 méteren hagyta el a gépet. 5480 méternél a hét rekorder szorosan egymást követve kiugrott a gépből, 80 másodperces zuhanórepülés után nyitották az ernyőket.

## Sportvezető
Ejtőernyős versenyek sportvezetője, titkára.

## Szakmai sikerek
Több a katonai szolgálattal kapcsolatos kitüntetés birtokosa.

## Külső hivatkozások
- Molnár Tibor. vorosmeteor.hu. [2016. március 5-i dátummal az eredetiből archiválva]. (Hozzáférés: 2012. október 20.)